# Poecilasma crassa
Poecilasma crassa is een rankpootkreeftensoort uit de familie van de Poecilasmatidae. De wetenschappelijke naam van de soort is voor het eerst geldig gepubliceerd in 1848 door Gray.